# Baywa
Die Baywa AG (Eigenschreibweise: BayWa; bis 1972 Bayerische Warenvermittlung landwirtschaftlicher Genossenschaften AG) ist ein börsennotierter Handels- und Dienstleistungskonzern mit Hauptsitz in München.
Er wurde ursprünglich zur Unterstützung der heimischen Landwirtschaft gegründet. Später dehnte das Unternehmen seine Aktivitäten auf den Bau- und Energiesektor und auf die Digitalisierung aus. Seit dem Ende der 2000er Jahre sind auch Erneuerbare Energien ein Geschäftsfeld. Die Baywa wird nach wie vor von einer genossenschaftlichen Struktur bestimmt.

## Geschichte

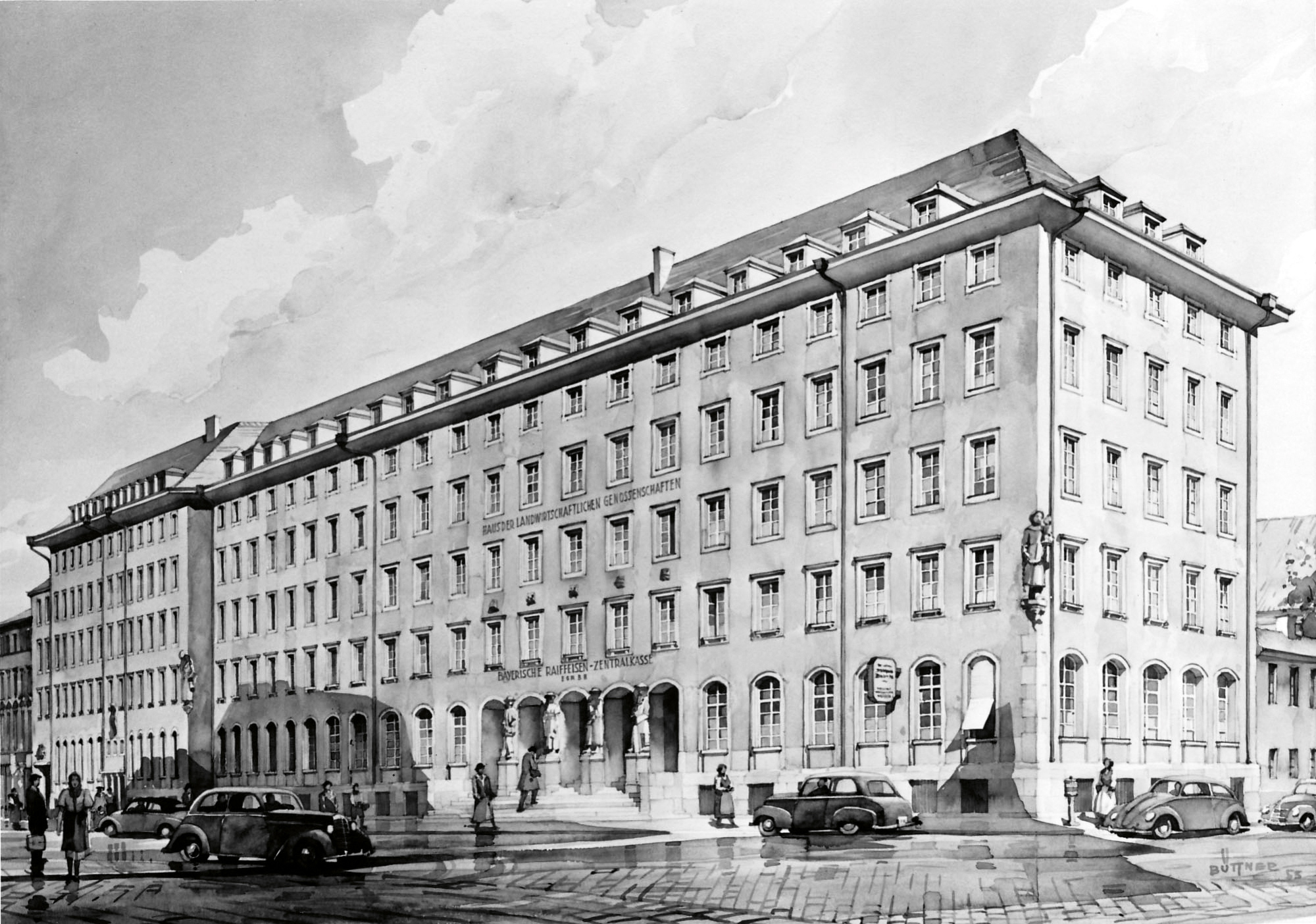
Stammhaus der Baywa in der Türkenstraße in München

### Gründung und erste Jahre
Die Geschichte der Baywa geht zurück auf die 1893 gegründete Bayerische Zentral-Darlehenskasse (BZDK), die sowohl im Bank- als auch im Warengeschäft tätig war. Zu ihren zentralen Aufgaben gehörte es, Landwirten durch Skaleneffekte einen kostengünstigen Einkauf von Produktionsmitteln zu ermöglichen und ihre Erzeugnisse gewinnbringend zu vermarkten. 1920 verfügte die BZDK über hunderte Lagerhäuser etwa für Getreide, Mineraldünger, Futtermittel und Maschinen, vor allem im süddeutschen Raum.
Infolge des Ersten Weltkriegs verschlechterten sich die wirtschaftlichen Rahmenbedingungen stetig. Die Entwertung von Bargeld und Bankguthaben führte zu einer Hyperinflation, welche die BZDK zur Trennung von Bank- und Warengeschäft veranlasste, um beide Bereiche besser steuern zu können. Die Entscheidung wurde auf einer außerordentlichen Generalversammlung am 17. Januar 1923 genehmigt, was die Gründung der Bayerische Warenvermittlung landwirtschaftlicher Genossenschaften in der Rechtsform einer Aktiengesellschaft markiert. Im Volksmund etablierte sich „Baywa“ als Kurzform der Firma. Im weiteren Verlauf der 1920er-Jahre hatte die Baywa eine erfolgreiche Entwicklung vorzuweisen. Das Unternehmen setzte frühzeitig auf eine moderne Landwirtschaft, insbesondere durch sein Angebot an Maschinen und Dienstleistungen für die Reparatur. Um sich unabhängiger vom Geschäft in Deutschland zu machen, wurde ab 1927 Getreide auch nach Österreich, in die Schweiz und nach Italien exportiert. Dadurch überschritt der Umsatz der Baywa erstmals die Marke von 100 Millionen Reichsmark.

### Baywa im Nationalsozialismus
Die Machtübernahme der Nationalsozialisten zog auch für die Land- und Ernährungswirtschaft drastische Veränderungen nach sich. Ab 1933 wurde die Gleichschaltung aller landwirtschaftlichen Organisationen nach planwirtschaftlichen Prinzipien verfolgt. 1934 ordnete man die Vereinheitlichung des bayerischen Genossenschaftswesens an. Die Genossenschaftliche Warenzentrale (GeWa) wurde zwangsweise in die Baywa überführt, deren Vertriebsgebiet sich dadurch auf ganz Bayern vergrößerte und den Umsatz nahezu verdoppelte. Der politische Einfluss auf das Unternehmen wurde immer größer. Als 1935 der Vorstandsvorsitzende Josef Haselberger starb, setzte die NSDAP Friedrich Eichinger als Nachfolger ein. Er führte das Unternehmen bis zum Ende des Nationalsozialismus. 1936 übernahm NSDAP- und SS-Mitglied Johann Deininger den Aufsichtsratsvorsitz.
Nach Ausbruch des Zweiten Weltkriegs stellte die Baywa 1939 auf Kriegswirtschaft um. Dem Unternehmen kam eine herausgehobene Rolle zur „Sicherung des Reichsnährstandes“ zu. So sollte die Baywa beispielsweise die Landwirte von der produktionssteigernden Wirkung des Kunstdüngers überzeugen. Um allein die Anforderungen der Machthaber zu erfüllen, beschäftigte die Baywa in dieser Zeit zusätzlich fast 700 Mitarbeiter. Das Unternehmensarchiv gibt keinen Aufschluss darüber, ob darunter auch Zwangsarbeiter waren, es ist aber davon auszugehen. Die Baywa begrüßte ausdrücklich die Beteiligung des Deutschen Raiffeisenverbands (DRV) am Entschädigungsfonds der Stiftung „Erinnerung, Verantwortung und Zukunft“ (EVZ) im Jahr 2000.

### Wiederaufbau nach dem Zweiten Weltkrieg
Im Verlauf des Zweiten Weltkriegs wurden 23 Lagerhäuser der Baywa zerstört. Auch die Zentrale in München war von den Bombenangriffen der Alliierten betroffen. Bis zum Kriegsende im Jahr 1945 starben 512 von rund 6000 Mitarbeitern; 487 waren vermisst oder befanden sich in Gefangenschaft. Mit dem Ziel der Entnazifizierung mussten 1945 alle Vorstands- und Aufsichtsratsmitglieder ihre Posten räumen. Zudem wurden Dutzende Abteilungsleiter und andere Führungspersonen entlassen. Die Nachfolger kamen zunächst kommissarisch ins Amt. Den Vorstandsvorsitz der Baywa übernahm Josef Singer. An die Spitze des Aufsichtsrats rückte Ernst Rattenhuber und später Philipp Lichti. Aufgrund der strategischen Bedeutung für die Versorgung der Bevölkerung mit Nahrungsmitteln erhielt die Baywa frühzeitig eine Genehmigung der US-amerikanischen Militärregierung für die Wiederaufnahme ihres Geschäftsbetriebs sowie für landesweite Transporte.

### Transformation des Geschäftsmodells
Die 1950er-Jahre waren vom Strukturwandel der Landwirtschaft geprägt. Auf dem Land fehlte Personal für die stetige Vergrößerung der Agrarbetriebe, da die wachsende Industrie für viele Arbeitskräfte attraktiver wurde. Die Baywa reagierte hierauf mit einer Ausweitung des Angebots an Maschinen sowie Wartungs- und Serviceleistungen im Technikbereich. Besonders gefragt waren Schlepper, Mähdrescher, Häcksler und Melkmaschinen. Der verstärkte Verzehr von Fleisch erforderte zudem eine stärkere Tiermast, sodass der kontinuierlich steigende Absatz von Kraftfutter den gesunkenen Verkauf von Heu und Stroh kompensieren konnte. Die Mechanisierung und Automatisierung der Landwirtschaft setzte sich auch in den 1960er- und 1970er-Jahren fort. Um den Einsatz immer anspruchsvollerer Technik zu unterstützen, investierte die Baywa in die individuelle Beratung von Landwirten.
Gleichzeitig profitierte das Unternehmen vom Immobilienboom, der in den 1950er-Jahren begann und sich in den 1960er- und 1970er-Jahren fortsetzte. Der Verkauf von Baustoffen entwickelte sich zu einem wichtigen Standbein. Außerdem legte das Unternehmen 1975 den Grundstein für die Baywa Bau- und Gartenmärkte, um einen weiteren Absatzkanal zu etablieren. Der Verkauf von Heizöl und anderen Schmierstoffen bildete in den 1950er Jahren den Grundstock für das Tankstellennetz der Baywa, mit dem das Unternehmen den Wunsch nach individueller Mobilität abbilden wollte.

### Wandel der Organisationsstruktur

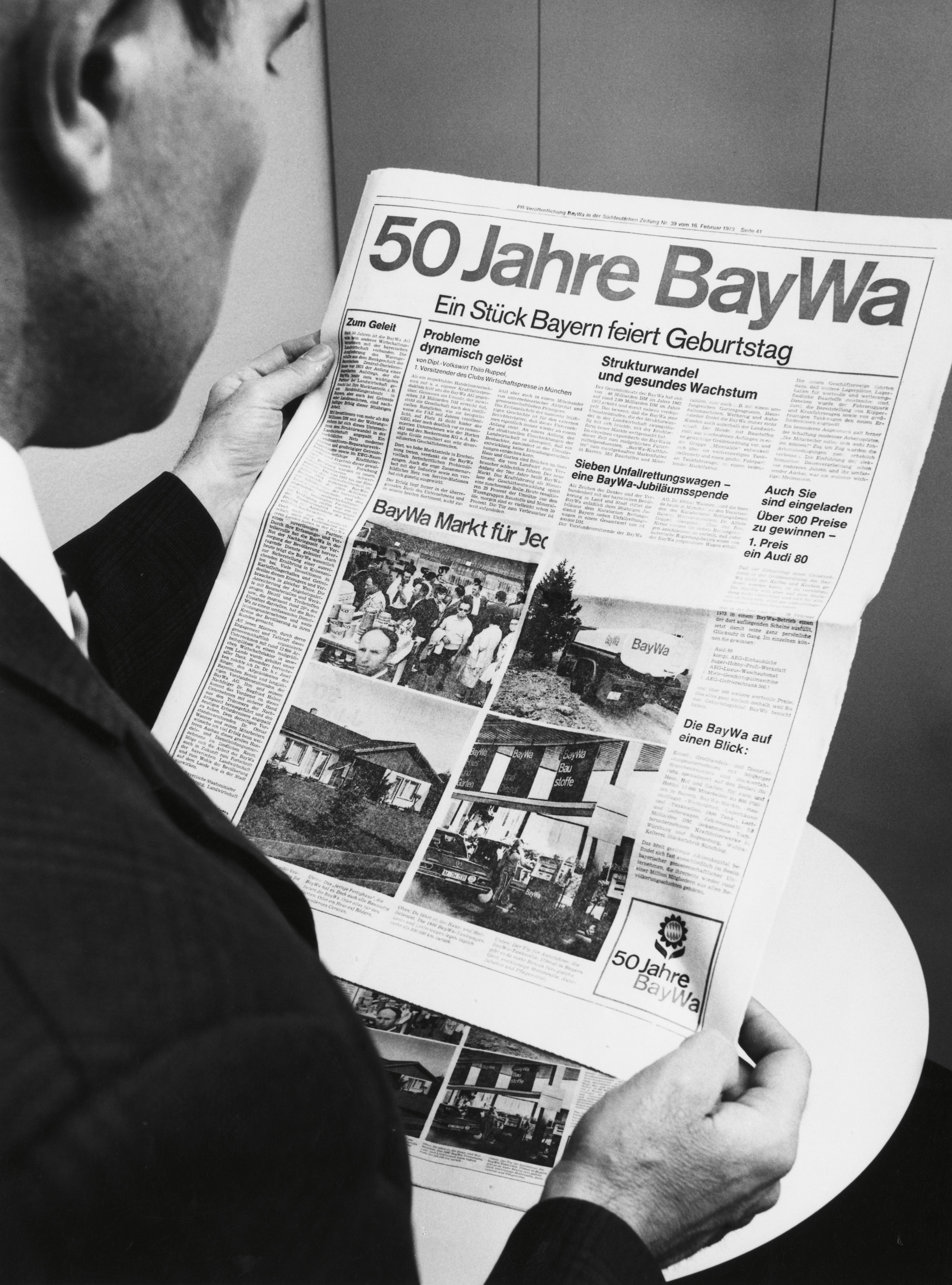
Jubiläumszeitung zum 50-jährigen Bestehen der Baywa

Die Ausdehnung der Geschäftstätigkeit vom Agrarsektor auf die Bau- und Energiewirtschaft führte zu einem signifikanten Wachstum des Umsatzes der Baywa. 1959 lag dieser erstmals über der Marke von einer Milliarde Deutsche Mark und überschritt Ende der 1960er Jahre bereits die Zwei-Milliarden-Marke. Die Baywa stellte immer mehr Mitarbeiter ein und eröffnete neue Standorte. Hierfür war die hohe Ausbildungsquote von bis zu 15 % entscheidend, der man mit dem Start der Baywa-Akademie einen institutionellen Rahmen gab. Außerdem führte die Baywa im Jahr 1970 als erstes Unternehmen der Branche die elektronische Datenverarbeitung ein. In großem Umfang wurden IBM-Seitenleser eingesetzt, die täglich mehr als 100.000 Belege verarbeiten konnten.
Um den Wandel des Unternehmens auch in der Außendarstellung zu dokumentieren, wurde am 13. Juli 1972 die Bayerische Warenvermittlung landwirtschaftlicher Genossenschaften offiziell in Baywa umbenannt. Zudem gab man die in den 1960er-Jahren etablierte Personalunion des Vorstandes mit der Bayerischen Raiffeisen-Zentralkasse (BRZ) auf. Otl Aicher, der auch das Erscheinungsbild der Olympischen Sommerspiele 1972 in München gestaltete, entwarf ein neues Logo für das Unternehmen. Das grüne Quadrat wird bis heute verwendet.
In den 1980er-Jahren eröffneten Megatrends wie der Umweltschutz und die Elektronik neue Chancen für das Geschäft des Unternehmens. Dennoch hatte die Baywa mit strukturellen Problemen im Agrarsektor sowie der Bauwirtschaft zu kämpfen. Als Reaktion auf den konjunkturellen Abschwung führte das Unternehmen 1986 eine Spartenorganisation ein. Entscheidend für dieses Jahrzehnt war jedoch der Zusammenbruch der Bayerischen Raiffeisen-Zentralbank (BRZ). Die Hauptaktionärin der Baywa war durch Spekulationen auf dem Immobilienmarkt in Bedrängnis geraten. An ihre Stelle trat die Bayerische Raiffeisen-Beteiligungs-Aktiengesellschaft.

### Internationale Expansion
Nach der deutschen Wiedervereinigung engagierte sich die Baywa auch in den neuen Bundesländern und baute Standorte in Brandenburg, Sachsen und Thüringen auf. Dabei kooperierte sie mit der Bäuerlichen Handelsgenossenschaft (BHG) und setzte zusätzlich auf ein Franchisesystem. 1994/1995 wurde die Baywa mit Übernahmen auch in Österreich aktiv. Mit Hilfe der bestehenden Tochtergesellschaften konnte sie ihr Geschäft zudem auf Osteuropa (Bulgarien, Kroatien, Polen, Slowakei, Tschechien und Ungarn) ausdehnen. 1999 gab die Europäische Union grünes Licht für eine strategische Allianz zwischen der Raiffeisen Ware Austria (RWA) mit Sitz in Wien und der Baywa, die in Form eines Aktientausches umgesetzt wurde. In der Folge erreichte die Baywa erstmals einen Umsatz von mehr als zehn Milliarden Deutsche Mark. Um nicht nur international, sondern auch auf dem heimischen Markt zu wachsen, strebte das Unternehmen Anfang der 2000er-Jahre die Übernahme der Württembergischen Landwirtschaftlichen Zentralgenossenschaft AG (WLZ) an, welche 1898 als Württembergische Warenzentrale gegründet wurde. Nach Erfüllung der Auflagen des Bundeskartellamtes wurde die Transaktion im Jahr 2002 erfolgreich abgeschlossen.

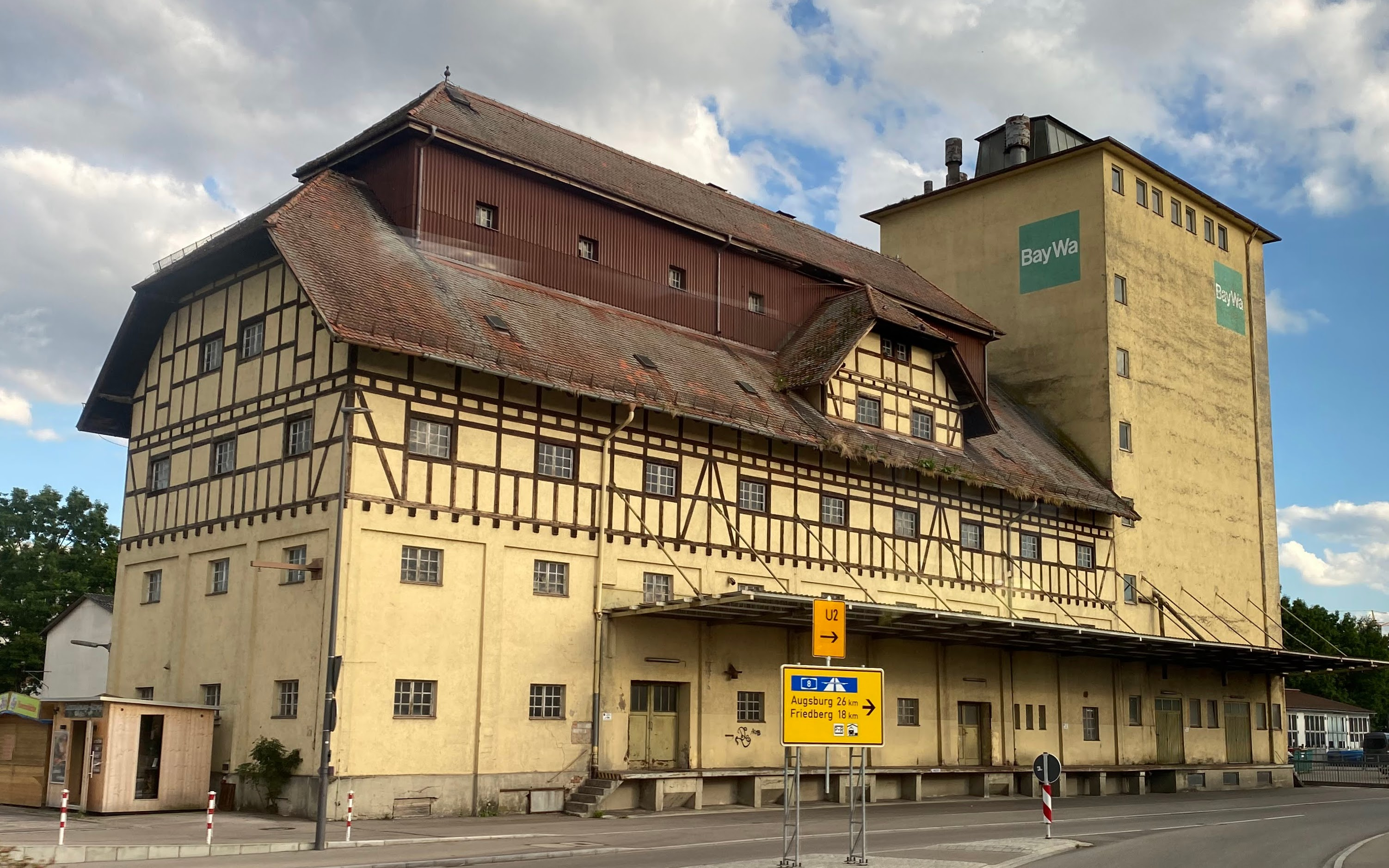
Das frühere Baywa-Lagerhaus in Aichach

Ende der 2000er-Jahre erwiesen sich das Geschäftsmodell und die Organisationsstruktur der Baywa als nicht besonders zukunftsfähig. Klaus Josef Lutz leitete nach seiner Berufung zum Vorstandsvorsitzenden im Jahr 2008 eine umfassende Restrukturierung ein. Die neue Strategie stellte sowohl die Diversifizierung der Geschäftsaktivitäten als auch die Internationalisierung der BayWa in den Vordergrund. Ein Beispiel hierfür ist die Gründung des Geschäftsfelds für Erneuerbare Energien, das zwischenzeitlich den größten Anteil zum Konzerngewinn beitrug, aber fast zur Insolvenz führte. Mit Übernahme des niederländischen Getreidehändlers Cefetra und des neuseeländischen Obsthändlers Turners & Growers sicherte sich die BayWa sowohl in Europa als auch in Asien eine stärkere Position im globalen Wettbewerb im Agrarhandel.

### Compliance-Vorwürfe
Am 18. Januar 2024 berichteten der Bayerische Rundfunk und die Frankfurter Allgemeine Zeitung unter Berufung auf Unternehmenskreise über eine mögliche Entlassung des Vorstandsvorsitzenden Marcus Pöllinger. Dieser soll das Vertrauen des Aufsichtsratsvorsitzenden Klaus Josef Lutz verloren haben. Der Grund dafür sollen mögliche Compliance-Verstöße und ein Zerwürfnis mit Finanzvorstand Andreas Helber sein. Die Art der Verstöße und die genauen Hintergründe wurden nicht bekannt. Klaus Josef Lutz bestätigte in der Folge eine außerordentliche Aufsichtsratssitzung für den 19. Januar 2024. Das Zerwürfnis wurde jedoch von Marcus Pöllinger über eine Unternehmenssprecherin dementiert. Während der Sitzung sprach der Aufsichtsrat dem Vorstandsvorsitzenden Marcus Pöllinger sein Vertrauen aus. Der Aufsichtsratsvorsitzende Klaus Josef Lutz trat kurz darauf mit sofortiger Wirkung zurück. Nach dem Rücktritt berichtete die Frankfurter Allgemeine Zeitung mit Verweis auf das Unternehmensumfeld über eine mögliche Verschleierung der Vorwürfe durch den Aufsichtsrat. Später erklärte Lutz, dass er aufgrund unterschiedlicher Auffassungen innerhalb des Aufsichtsrates seine beiden Ämter als Aufsichtsratsvorsitzender bei der Baywa AG und Baywa r.e. AG niedergelegt habe.

### Angespannte Finanzlage 2024
In einer kurzen Ad-hoc-Meldung am Freitag, 12. Juli 2024 nach Börsenschluss teilte Baywa mit, ein Sanierungsgutachten in Auftrag gegeben zu haben. „Damit reagiert die Baywa auf eine angespannte Finanzierungslage“. Der Vorstand gehe „aufgrund konstruktiver Gespräche mit Finanzierungspartnern und der eingeleiteten Maßnahmen davon aus, dass die Finanzsituation nachhaltig gestärkt werden kann.“ Nach der Bekanntgabe verlor die BayWa-Aktie mehr als 40 Prozent ihres Wertes und hat damit innerhalb eines Jahres bis zum 19. Juli gut 68 Prozent an Wert verloren. Baywa machte zuletzt mit weltweit 23.000 Mitarbeitern 24 Milliarden Euro Jahresumsatz und hatte Verbindlichkeiten in Höhe von 6 Milliarden Euro. Nach einer Rekorddividende für das Jahr 2022 zahlte das Unternehmen für das Geschäftsjahr 2023 seit vielen Jahren zum ersten Mal keine Dividende. Im Geschäftsbericht 2023, der Ende März 2024 abgeschlossen und von PwC testiert worden war, wurde das Liquiditätsrisiko noch als „gering“, wenn auch höher als im Jahr zuvor benannt. 
Baywa teilte am 15. August 2024 den erfolgreichen Abschluss eines Stillhalteabkommens mit den kreditgebenden Banken mit. Die genossenschaftlichen Eigentümer und die kreditgebenden Banken stützen das Unternehmen zunächst mit 550 Millionen Euro. Nach dem Ergebnis von Wertüberprüfungen des Anlagevermögens muss der Konzern den Wert von Beteiligungen in Höhe von 222 Millionen Euro abschreiben. Hierbei handelt es sich im Wesentlichen um die 51%- Beteiligung an der die erneuerbaren Energien zusammenfassenden BayWa r.e. mit einem Betrag in Höhe von 171,5 Millionen Euro. 
Insgesamt wurden von Eigentümern und Gläubigern im Laufe des Jahres 2024 Gelder in Höhe von etwa einer Milliarde Euro bereitgestellt, da ansonsten die BayWa ihren Verpflichtungen nicht mehr hätte nachkommen können. 
Die Bundesanstalt für Finanzdienstleistungsaufsicht (BaFin) ordnete am 11. November 2024 aufgrund konkreter Anhaltspunkte zu vorsätzlichen Verstößen gegen Rechnungslegungsvorschriften die Prüfungen des Konzernabschlusses für das Jahr 2023 und zugehörigen Konzernlageberichts an. BayWa erklärte dazu, man werde „vollumfänglich“ mit der BaFin kooperieren. Bereits im Oktober 2024 gab man bekannt, dass der langjährige Finanzvorstand der BayWa sein Amt zu Ende März 2025 aufgebe. Die DSW, eine Interessenvertretung für Aktienanleger, gab am 23. Dezember 2024 bekannt, dass sie eine Klage gegen das Unternehmen wie auch gegen den Wirtschaftsprüfer PwC vorbereite: „Die immense finanzielle Schieflage des Unternehmens ist keine kurzfristige Entwicklung, sondern hat sich intern lange abgezeichnet“.
Ein wesentlicher Grund für die finanziellen Schwierigkeiten ist der Expansionskurs in den letzten Jahren. Er wurde mit Krediten finanziert, deren Refinanzierung sich nach der Erhöhung der Kreditzinsen durch die Geldpolitik der EZB deutlich verteuerte. Außerdem leidet das Unternehmen unter einem starken Preisverfall im Handel mit Solarpaneelen. Die Sparte soll verkauft werden. Nach Veröffentlichung des Sanierungsgutachtens, welches das Unternehmen für sanierungsfähig hält, einigte sich BayWa Ende 2024 mit Gläubigern und Anteilseignern auf einen Sanierungsplan zum Erhalt des Unternehmens. BayWa-Großaktionäre verpflichten sich, eine geplante Kapitalerhöhung mit einem Volumen von 150 Millionen Euro abzusichern. Die Finanzgläubiger verlängern das Stillhalteabkommen bis 30. April 2025.
Außerdem sollen diverse Beteiligungen verkauft und die Belegschaft in Deutschland von 8000 auf 6700 Stellen reduziert werden. Die Beteiligung an der RWA Raiffeisen Ware Austria wurde für 176 Millionen Euro verkauft an die RWA Raiffeisen Ware Austria Handel und Vermögensverwaltung eGen (RWA eGen). Die RWA-Genossenschaft hält auch die Mehrheit an der Raiffeisen Agrar Invest AG (RAIG), eine der beiden Großaktionärinnen der BayWa. Im Juni 2025 verkaufte die BayWa ihren 2012 übernommenen niederländischen Rohstoffhändler Cefetra an First Dutch für rund 125 Mio. Euro.

## Aktionärsstruktur
(Stand: 31. Dezember 2024)
- 33,8 % Bayerische Raiffeisen-Beteiligungs-Aktiengesellschaft, Beilngries-Leising
- 28,3 % Raiffeisen Agrar Invest AG, Korneuburg (Aktionäre der Raiffeisen Agrar Invest AG sind die RWA Raiffeisen Ware Austria Handel und Vermögensverwaltung eGen mit 63,625 % und die Raiffeisen Agrar Holding GmbH der Leipnik-Lundenburger Invest Beteiligungs AG (LLI) mit 36,375%)[53]
- 37,9 % Streubesitz

Das Grundkapital der Baywa AG beträgt, Stand Juli 2025, 207.192.552,96 Euro und ist eingeteilt in 80.934.591 Stückaktien ohne Nennwert. Es handelt sich ausschließlich um Stammaktien, von denen, wie folgt, zwei Gattungen existieren:
Vinkulierte Namensaktien mit der ISIN DE0005194062 und Namensaktien ohne Vinkulation mit der ISIN DE0005194005.

### Verwaltungssitz
Der Hauptsitz der Baywa Aktiengesellschaft befindet sich im Münchner Arabellapark, einem Wohn- und Gewerbegebiet im Stadtteil Bogenhausen. Das in den Jahren 1967 bis 1969 errichtete Baywa-Hochhaus (Sternhaus) nach Plänen von Toby Schmidbauer und Josef Schörghuber ist charakteristisch für das Areal. Im Jahr 2012 wurde das Gebäude an eine Projektgesellschaft verkauft, um die Sanierung des Gebäudes zu finanzieren. Im Zuge dessen wurde das BayWa-Hochhaus vergrößert, sodass es heute Platz für 1200 Mitarbeiter bietet. Der Konzern besitzt einen Minderheitsanteil und ist nunmehr Mieter der Immobilie.

### Vorstandsvorsitzende

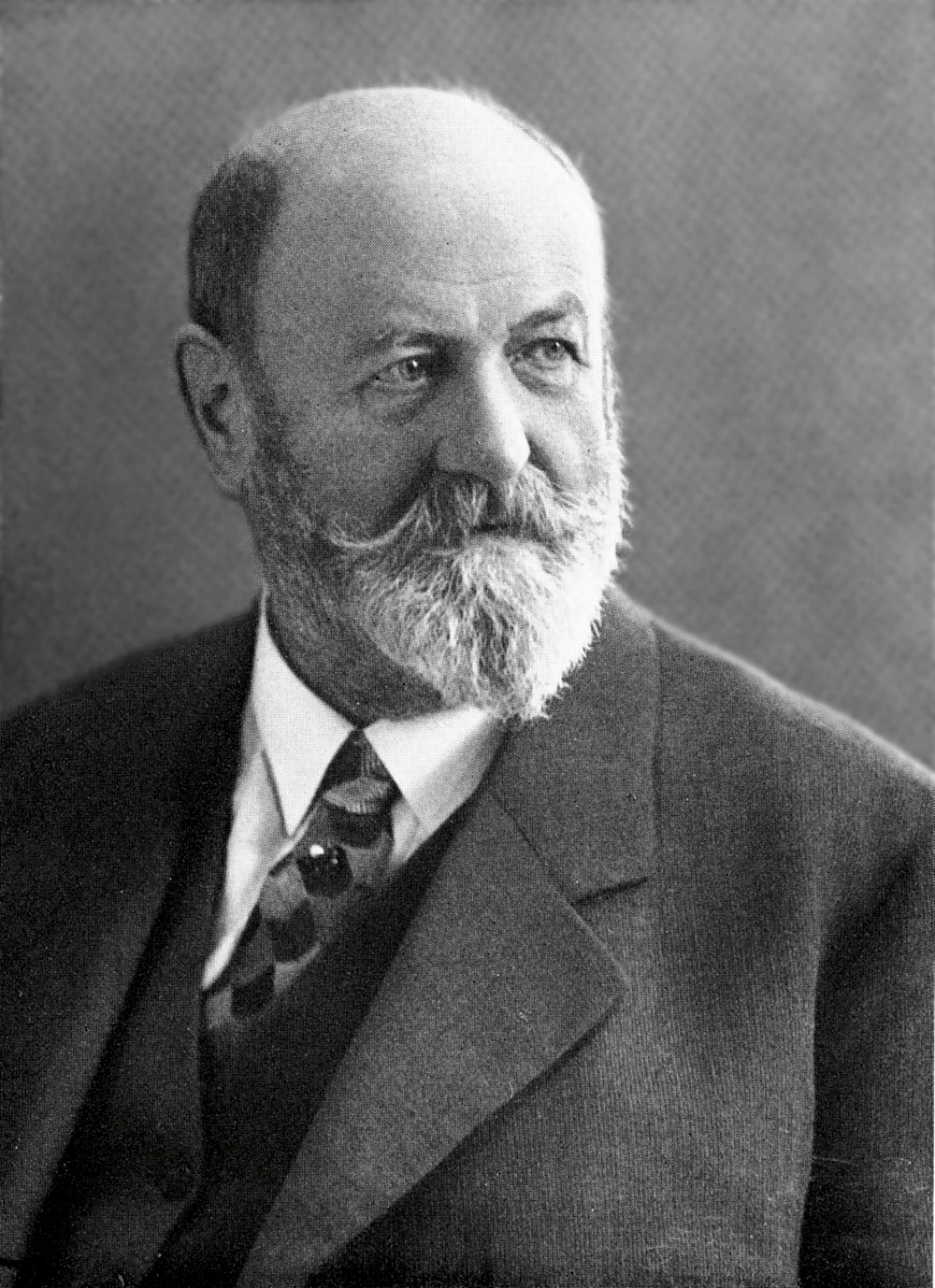
Clemens Löweneck, erster Vorstandsvorsitzender der Baywa

- 1923–1932: Clemens Löweneck
- 1932–1935: Josef Haselberger
- 1935–1945: Friedrich Eichinger
- 1946–1962: Josef Singer
- 1963–1972: Siegfried Holzer
- 1972–1991: Otmar Wasmer
- 1991–2008: Wolfgang Deml
- 2008–2023: Klaus Josef Lutz
- 2023–2024: Marcus Pöllinger
- seit 2025: Frank Hiller

### Aufsichtsratsvorsitzende
- 1923–1929: Paul Pausinger
- 1929–1936: Carl Ibscher
- 1936–1945: Johann Deininger
- 1945–1946: Ernst Rattenhuber
- 1946–1958: Philipp Lichti
- 1958–1963: Georg Bachmann
- 1963–1972: Theo Pfeuffer
- 1972–1977: Siegfried Holzer
- 1977–1978: Theo Pfeuffer
- 1978–1986: Theodor Vilgertshofer
- 1986–1991: Karl Fehrenbach
- 1991–1993: Otmar Wasmer
- 1993–2000: Willibald Folz
- 2000–2023: Manfred Nüssel
- 2023–2024: Klaus Josef Lutz
- 2024: Bernhard Loy (interimistisch)
- seit 2024: Gregor Scheller[59]

### Finanzkennzahlen
| in Mio. €          | 2016     | 2017     | 2018     | 2019     | 2020     | 2021     | 2022     | 2023     |
| ------------------ | -------- | -------- | -------- | -------- | -------- | -------- | -------- | -------- |
| Umsatzerlöse       | 15.409,9 | 16.055,1 | 16.625,7 | 17.059,0 | 17.155,4 | 19.839,1 | 27.061,8 | 23.948,2 |
| Gewinn (EBIT)      | 144,7    | 171,3    | 172,4    | 188,4    | 215,2    | 266,6    | 504,1    | 304,0    |
| Dividende je Aktie | 0,85 €   | 0,90 €   | 0,90 €   | 0,95 €   | 1,00 €   | 1,05 €   | 1,20 €   | 0,00 €   |

## Geschäftstätigkeit

### Energie

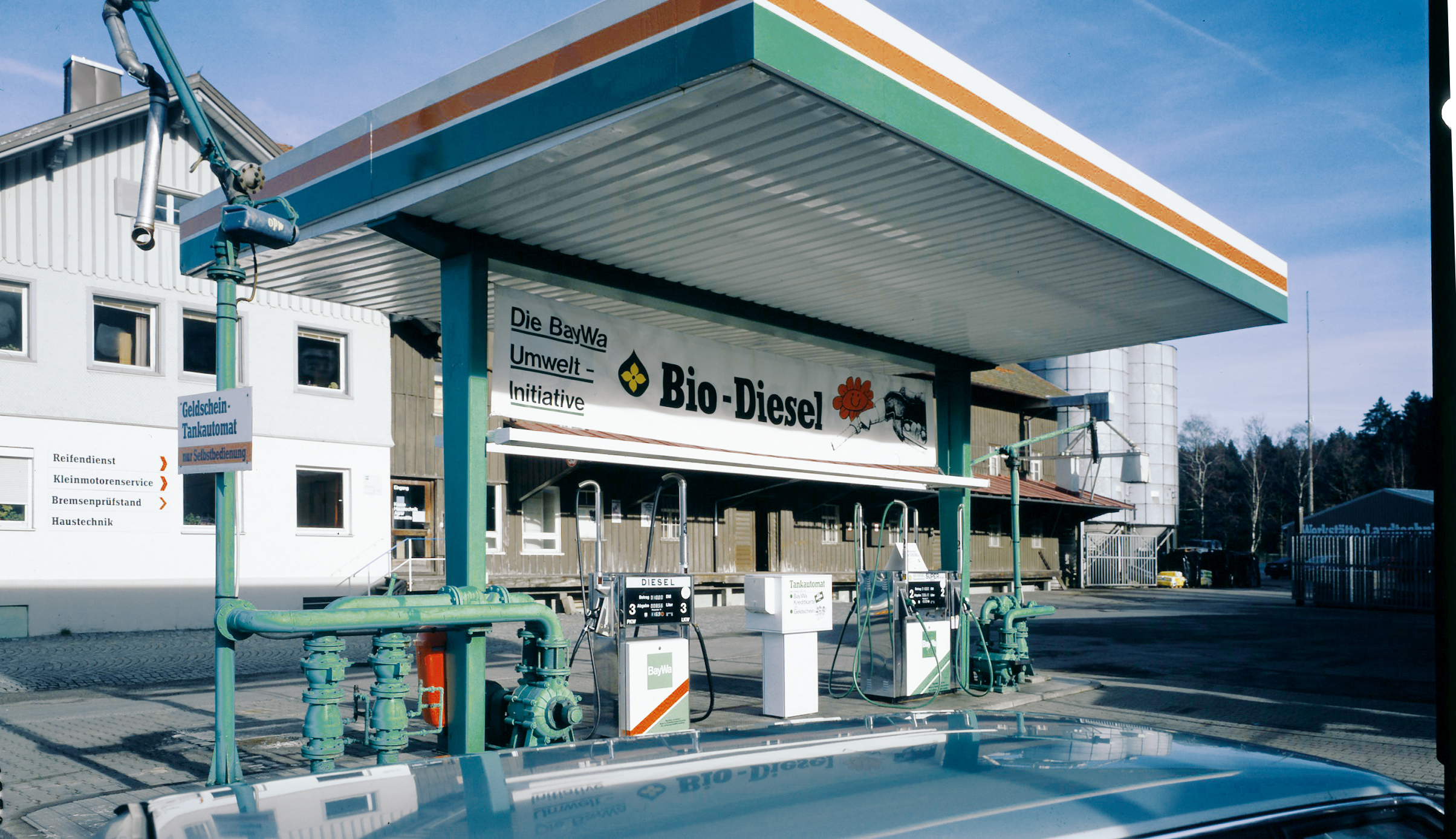
Biodiesel-Tankstelle der Baywa

Die Baywa vertreibt neben Heizöl auch andere Kraft- und Schmierstoffe. Zum Angebot gehören ferner Energieträger wie Holzpellets und Wärmelösungen, etwa für klassische Öl- und Gasheizungen.
Die Geschäftstätigkeit der Baywa r.e. umfasst sowohl die Planung, Entwicklung und Realisierung von Projekten im Bereich der Wind- und Solarenergie sowie deren Veräußerung und Betriebsführung als auch die Vermarktung der erzeugten Energie.

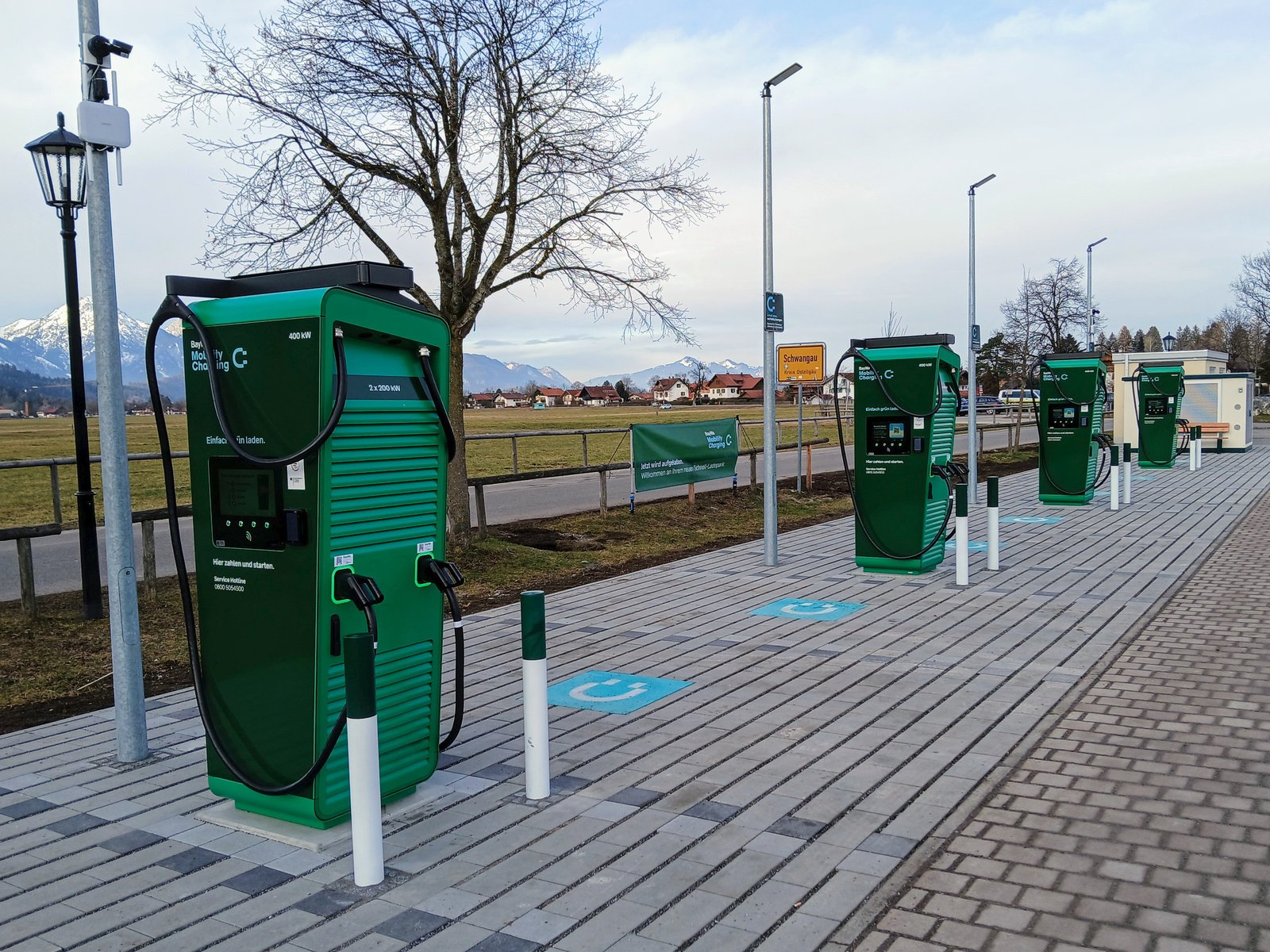
Schnellladepark von Baywa Mobility Solutions

Die Baywa Mobility Solutions GmbH bietet Lösungen für die Elektromobilität. Diese Tochtergesellschaft von Baywa erhielt im Rahmen der Initiative Deutschlandnetz den Zuschlag zum Bau und Betrieb von 20 Ladeparks mit Schnellladern in Bayern.

### Agrar

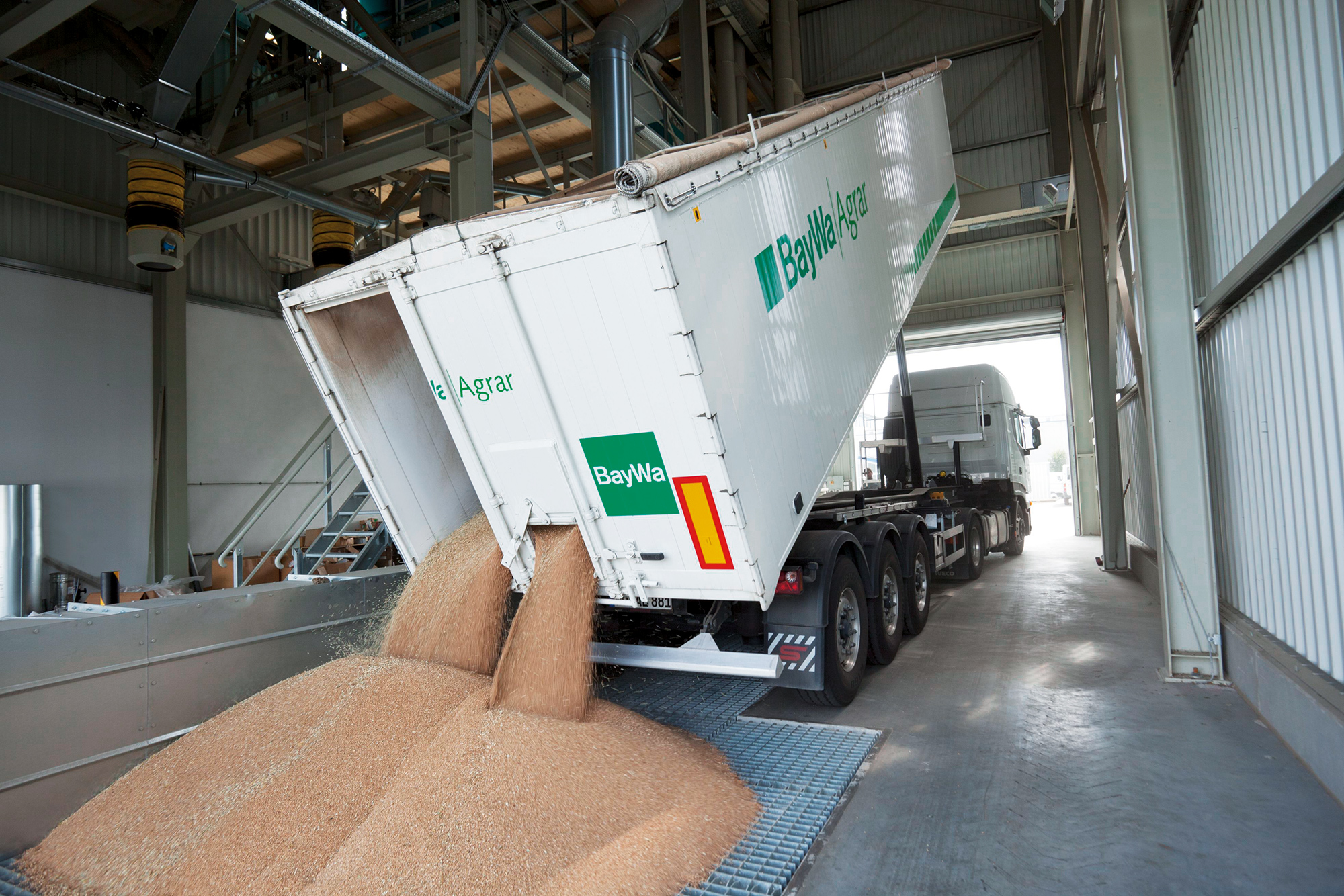
Anlieferung von Getreide mit einem Baywa-LKW

Das Leistungsspektrum umfasst den Handel und die Logistik von Rohstoffen sowie den Vertrieb von Betriebs- und Futtermitteln. Dazu kommt der Verkauf neuer und gebrauchter Maschinen für landwirtschaftliche Betriebe, einschließlich deren Wartung und Instandsetzung. Auf globaler Ebene zählt die Baywa zu den bedeutendsten Akteuren im Obst- und Gemüsehandel und vermarktet weltweit Kernobst, tropische Früchte und andere Obst- und Gemüseprodukte.

### Bau
Der Baustoffhandel der Baywa richtet sich gleichermaßen an private Bauherren wie gewerbliche Bauunternehmer sowie Handwerksbetriebe und Kommunen. Er wird über den Einzel- und Großhandel abgewickelt. Das Produktspektrum umfasst Baustoffe für den Hoch- und Tiefbau, für den Neubau sowie die Renovierung und Modernisierung, aber auch für den Garten- und Landschaftsbau.

## Baywa-Stiftung
1998 wurde von der Baywa die Baywa-Stiftung als rechtsfähige Stiftung des bürgerlichen Rechts mit Sitz in München gegründet. Stiftungszweck ist die Unterstützung von Bildungsprojekten.

## Sportsponsoring
Seit der Saison 2014/2015 ist die Baywa Haupt- und Trikotsponsor der Basketballabteilung des FC Bayern München. Die Zusammenarbeit wurde zuletzt im September 2022 um zwei weitere Jahre verlängert. Die Baywa unterstützt zudem andere Aktionen und Ausstellungen des Vereins.

## Publikationen
Im Dezember 1956 wurde unter dem Namen Schwalbe die erste Mitarbeiterzeitschrift der Baywa veröffentlicht. Seit dem Jahr 2015 erscheint die Publikation unter dem Titel BayWa live konzernweit.

## Trivia
1982 veröffentlichte die Musik- und Kabarettgruppe Biermösl Blosn unter dem Titel Gott mit dir du Land der BayWa eine Parodie auf die Bayernhymne.